# 穿過你眼神的愛
《穿過你眼神的愛》（義大利語：Luce dei miei occhi）是一部於2001年上映的義大利愛情劇情片。電影由朱塞佩·比奇奥尼執導。電影入選第58屆威尼斯影展，而魯奇羅卡·西歐和桑德拉·切卡莱利分別贏得沃爾庇杯最佳男演員和最佳女演員。

## 角色
- 魯奇羅卡·西歐（英语：Luigi Lo Cascio） 飾 安東尼奧
- 桑德拉·切卡莱利 飾 瑪麗亞
- 希維歐·奧蘭多（英语：Silvio Orlando） 飾 薩維里奧
- 芭芭拉·瓦倫泰 飾 麗莎
- 東尼·貝托雷利（英语：Toni Bertorelli） 飾 馬里奧
- 瓦萊麗雅·沙伯（英语：Valeria Sabel） 飾 老婦

## 外部鏈接
- 互联网电影数据库（IMDb）上《穿過你眼神的愛》的资料（英文）